# Johann Georg von Sachsen (1869–1938)

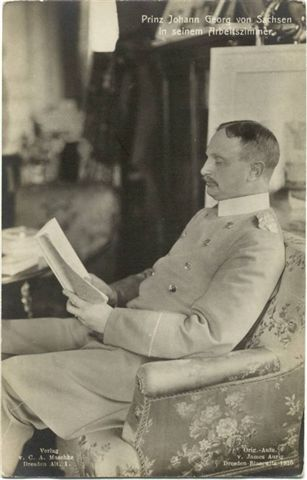
Johann Georg von Sachsen in seinem Arbeitszimmer; Fotografie von James Aurig

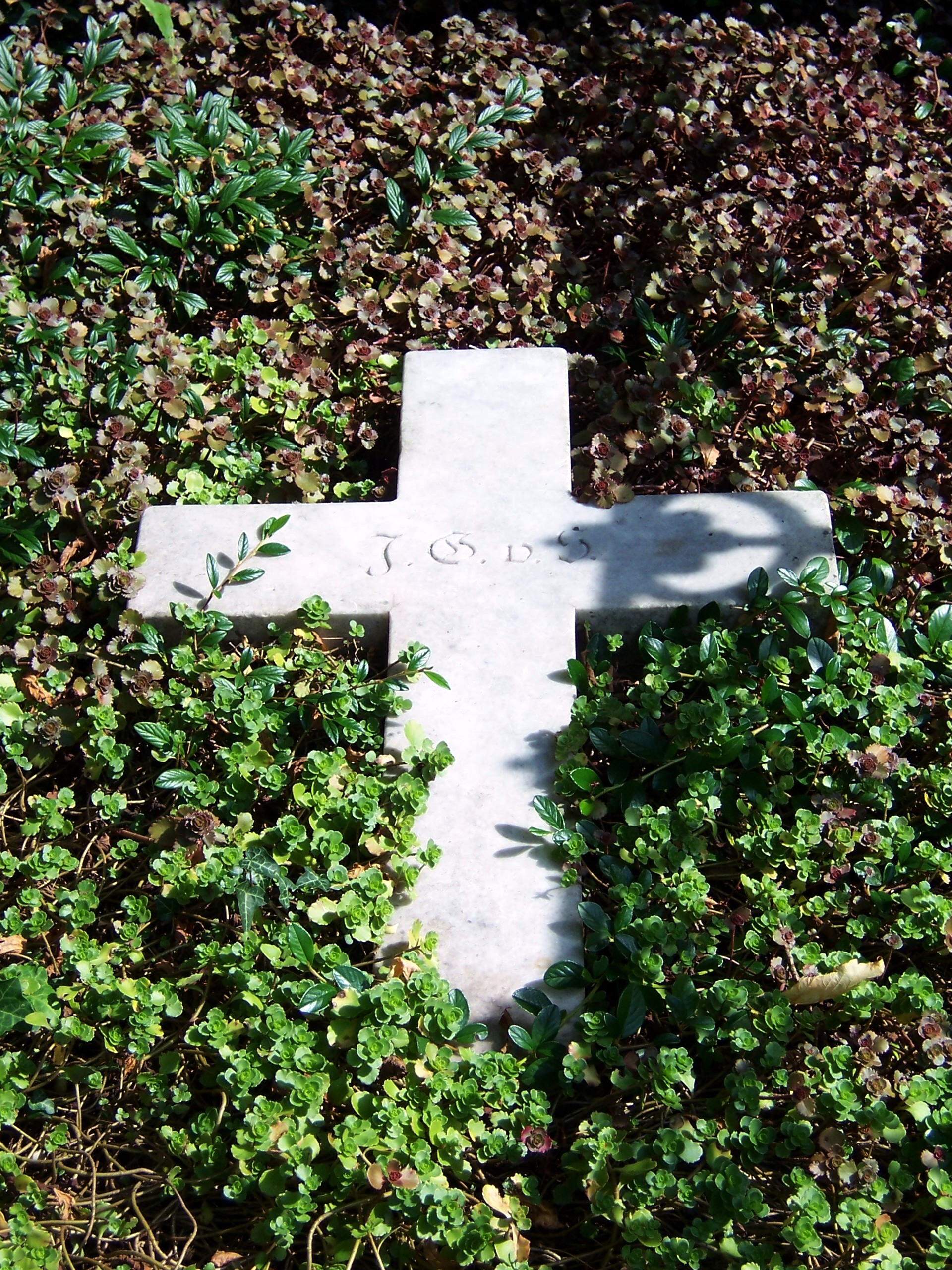
Gedenkkreuz für Johann Georg Prinz von Sachsen auf dem Alten Katholischen Friedhof in Dresden.

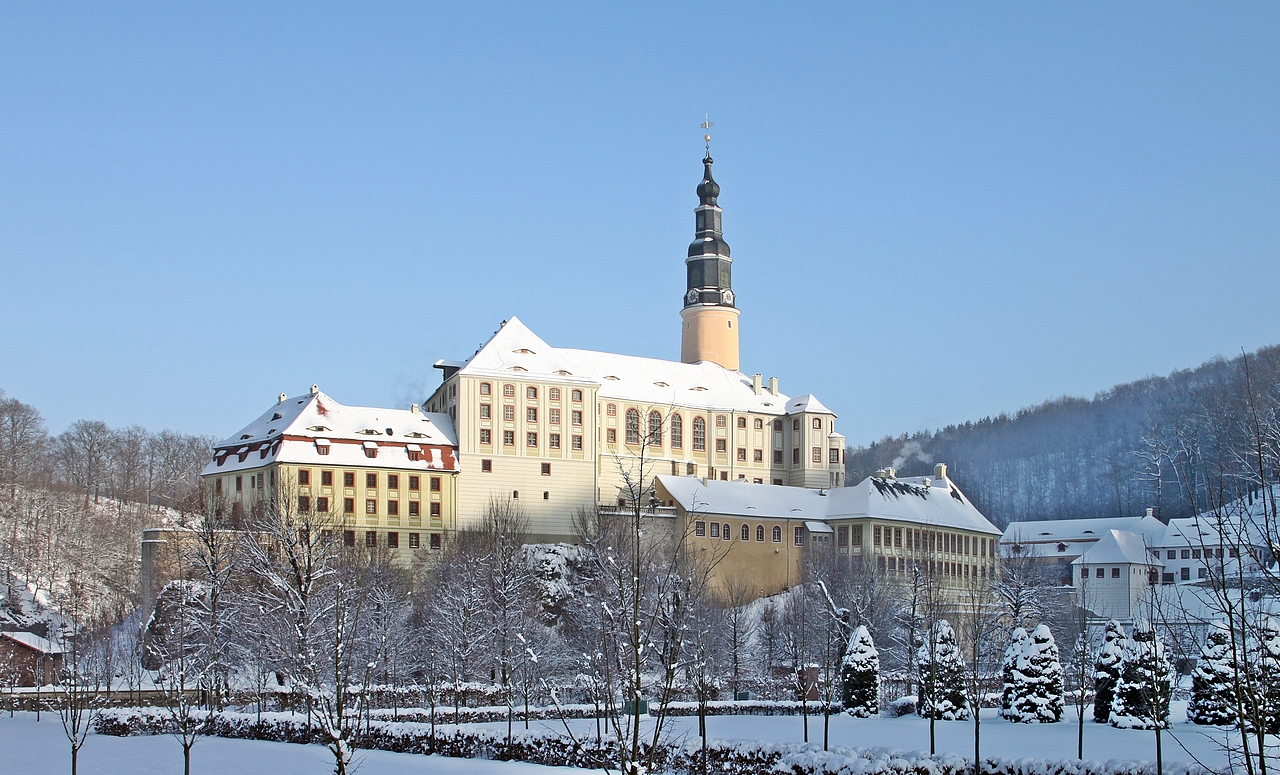
Blick auf Schloss Weesenstein, Wohnsitz von Prinz Johann Georg

Prinz Johann Georg, Herzog zu Sachsen (* 10. Juli 1869 in Dresden; † 24. November 1938 auf Schloss Altshausen/Württemberg) war der Bruder des letzten Königs Friedrich August von Sachsen sowie ein ausgewiesener Kunstexperte und leidenschaftlicher Sammler.

## Leben
Johann Georg war das sechste von acht Kindern – der zweite Sohn – des Königs Georg von Sachsen und der Infantin Maria Anna von Portugal. Der Prinz wuchs in Dresden auf und erhielt eine streng katholische Erziehung.
Nachdem der Prinz zunächst von Privatlehrern unterrichtet worden war, folgte ab 1881 eine militärische Ausbildung. 1888 legte er das Abitur ab. 1889/90 studierte er gemeinsam mit seinem ein Jahr jüngeren Bruder Maximilian Staats- und Rechtswissenschaft in Freiburg im Breisgau. Nach dem Wechsel an die Universität Leipzig hörte Johann Georg vor allem Vorlesungen zur Geschichte und Kunstgeschichte. Anschließend absolvierte er eine militärische Laufbahn in der Sächsischen Armee, die er 1907 als General der Infanterie beendete. Er war Chef des 8. Infanterie-Regiments Nr. 107. 1909 erhielt er die Ehrendoktorwürde der Universität Leipzig. Ab 1893 war er als Vertreter des sächsischen Königshauses Abgeordneter der I. Kammer des Sächsischen Landtags.
Er starb während seines Verwandtenbesuches auf Schloss Altshausen und wurde in der Neuen Gruft der Katholischen Hofkirche in Dresden beigesetzt. Auf dem Alten Katholischen Friedhof an der Friedrichstraße in Dresden erinnert ein Gedenkkreuz an ihn.

## Ehen
Im April 1894 heiratete Johann Georg in Stuttgart die 22-jährige Prinzessin Maria Isabella von Württemberg (1871–1904), Tochter von Herzog Philipp von Württemberg und Erzherzogin Marie Therese von Österreich. 1904 verstarb Maria Isabella in Dresden.
Im Jahre 1906 heiratete er in Cannes seine zweite Frau, Prinzessin Maria Immaculata von Bourbon-Sizilien (1874–1947), Tochter von Alfons Maria, Graf von Caserta und Prinzessin Maria Antonia von Neapel-Sizilien. Beide Ehen blieben kinderlos.

### Wohnsitze

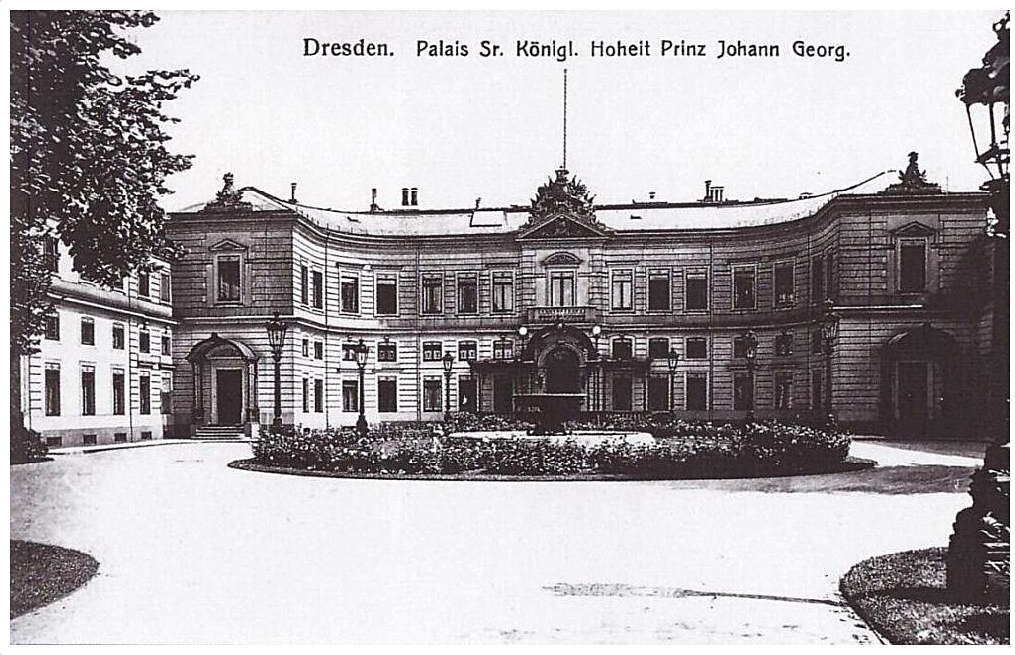
Palais der Sekundogenitur in Dresden – Wohnsitz von Prinz Johann Georg

Seit 1902 wohnte Johann Georg auf dem etwa 30 km von Dresden entfernt hoch über der Müglitz gelegenen Schloss Weesenstein, ab 1906 auch im Palais der Sekundogenitur in Dresden, Zinzendorffstraße 4. Im Jahr 1917 verkaufte Johann Georg Schloss Weesenstein und verlegte seinen Wohnsitz bis zu seinem Lebensende nach Freiburg im Breisgau, wo er in der Villa Tannenhof in der Mercystraße 6 lebte. Das Haus gehört heute zum Loretto-Krankenhaus.

### Reisen
Der Prinz unternahm eine Vielzahl von Reisen, auf denen er sich vor allem der Erschließung des kulturellen Erbes der bereisten Länder widmete und seine diversen Sammlungen ergänzte. Sein besonderes Interesse galt dabei der christlichen Kunst und den Kirchen der von ihm besuchten Länder. So reiste er mehrfach nach Russland, bereiste die Mittelmeerländer, Kleinasien und den Orient.
Seine erste Bildungsreise führte ihn 1905 nach Italien, Griechenland und in das Osmanische Reich. In den Jahren 1910 und 1912 bereiste er Ägypten, Palästina und Syrien. Dabei nahm er auch diplomatische Aufgaben für das sächsische Königshaus und den deutschen Kaiser wahr. Höhepunkt der Reise von 1912, an der auch seine Frau Maria Immaculata und seine Schwester Mathilde von Sachsen teilnahmen, war die Bergung der Büste der Nofretete.
In den Jahren 1927, 1928 und 1930 widmete er sich der Religions- und Kunstgeschichte und reiste abermals in den Nahen Osten.

## Kunstsammlungen
Zu seinen Sammlungen gehörten Aegyptiaca, darunter Uschebtifiguren, Mumienkartonagen und Mumienportraits, aber auch Terrakotten, schwarz- und rotfigurig bemalte Vasen aus Griechenland und Grabreliefs aus Palmyra sowie koptische Textilien, kostbare Gläser und Kunstwerke der Antike. Aus spätantiker, byzantinischer und frühislamischer Zeit stammen koptische Plastiken, Weihrauchgefäße, Menasampullen, Brotstempel, Lampen, Kreuze, silbernes und bronzenes Kultgerät orthodoxer Kirchen und Ikonen. Von seinen Reisen legte er sich ein umfangreiches Fotoarchiv an.
Das Land Rheinland-Pfalz erwarb die Sammlung 1949/50 und überließ diese dem Kunstgeschichtlichen Institut der Universität Mainz. Seit 1981 befindet sich die Sammlung als Dauerleihgabe im Landesmuseum Mainz.

## Mitgliedschaften
Bis 1918 war Johann Georg aktives Mitglied in verschiedenen Vereinen. Unter anderem war er Mitglied der Görres-Gesellschaft, Protektor der 1914 wiederbegründeten Deutschen Dante-Gesellschaft und bis 1918 im Sächsischen Altertumsverein aktiv.

## Schriftstellerische Arbeit
Er schrieb eine Anzahl von Abhandlungen und verfasste eine Biographie über seinen Onkel, König Albert von Sachsen.

## Auszeichnungen
- 1892 wurde ihm das Großkreuz des Ordens der Württembergischen Krone verliehen.[6]

## Vorfahren
| Ahnentafel Johann Georg von Sachsen | Ahnentafel Johann Georg von Sachsen                                                              | Ahnentafel Johann Georg von Sachsen                                                     | Ahnentafel Johann Georg von Sachsen                                                                      | Ahnentafel Johann Georg von Sachsen                                               | Ahnentafel Johann Georg von Sachsen                                                               | Ahnentafel Johann Georg von Sachsen                                                           | Ahnentafel Johann Georg von Sachsen                                                         | Ahnentafel Johann Georg von Sachsen                                                         |
| ----------------------------------- | ------------------------------------------------------------------------------------------------ | --------------------------------------------------------------------------------------- | --- | --------------------------------------------------------------------------------- | ------------------------------------------------------------------------------------------------- | --------------------------------------------------------------------------------------------- | ------------------------------------------------------------------------------------------- | ------------------------------------------------------------------------------------------- |
| Ururgroßeltern                      | Kurfürst Friedrich Christian von Sachsen (1722–1763) ⚭ 1747 Maria Antonia von Bayern (1724–1780) | Herzog Ferdinand von Bourbon (1751–1802) ⚭ 1769 Maria Amalia von Österreich (1746–1804) | Friedrich Michael von Pfalz-Birkenfeld (1724–1767) ⚭ 1746 Maria Franziska von Pfalz-Sulzbach (1724–1794) | Karl Ludwig von Baden (1755–1801) ⚭ 1774 Amalie von Hessen-Darmstadt (1754–1832)  | Herzog Franz von Sachsen-Coburg-Saalfeld (1750–1806) ⚭ 1777 Auguste Reuß zu Ebersdorf (1757–1831) | Ferenc József Koháry (1767–1826) ⚭ 1792 Maria Antonia von Waldstein zu Wartenberg (1771–1854) | König Johann VI. (1767–1826) ⚭ 1785 Charlotte Joachime von Spanien (1775–1830)              | Kaiser Franz II. (1768–1835) ⚭ 1790 Maria Theresia von Neapel-Sizilien (1772–1807)          |
| Urgroßeltern                        | Maximilian von Sachsen (1759–1838) ⚭ 1792 Caroline von Bourbon-Parma (1770–1804)                 | Maximilian von Sachsen (1759–1838) ⚭ 1792 Caroline von Bourbon-Parma (1770–1804)        | König Maximilian I. Joseph (1756–1825) ⚭ 1797 Karoline von Baden (1776–1841)                             | König Maximilian I. Joseph (1756–1825) ⚭ 1797 Karoline von Baden (1776–1841)      | Ferdinand von Sachsen-Coburg-Saalfeld (1785–1851) ⚭ 1815 Maria von Koháry (1797–1862)             | Ferdinand von Sachsen-Coburg-Saalfeld (1785–1851) ⚭ 1815 Maria von Koháry (1797–1862)         | König Peter IV. von Portugal (1798–1834) ⚭ 1817 Maria Leopoldine von Österreich (1797–1826) | König Peter IV. von Portugal (1798–1834) ⚭ 1817 Maria Leopoldine von Österreich (1797–1826) |
| Großeltern                          | König Johann von Sachsen (1801–1873) ⚭ 1822 Amalie Auguste von Bayern (1801–1877)                | König Johann von Sachsen (1801–1873) ⚭ 1822 Amalie Auguste von Bayern (1801–1877)       | König Johann von Sachsen (1801–1873) ⚭ 1822 Amalie Auguste von Bayern (1801–1877)                        | König Johann von Sachsen (1801–1873) ⚭ 1822 Amalie Auguste von Bayern (1801–1877) | König Ferdinand II. von Portugal (1816–1885) ⚭ 1836 Maria II. von Portugal (1819–1853)            | König Ferdinand II. von Portugal (1816–1885) ⚭ 1836 Maria II. von Portugal (1819–1853)        | König Ferdinand II. von Portugal (1816–1885) ⚭ 1836 Maria II. von Portugal (1819–1853)      | König Ferdinand II. von Portugal (1816–1885) ⚭ 1836 Maria II. von Portugal (1819–1853)      |
| Eltern                              | König Georg von Sachsen (1832–1904) ⚭ 1859 Maria Anna von Portugal (1843–1884)                   | König Georg von Sachsen (1832–1904) ⚭ 1859 Maria Anna von Portugal (1843–1884)          | König Georg von Sachsen (1832–1904) ⚭ 1859 Maria Anna von Portugal (1843–1884)                           | König Georg von Sachsen (1832–1904) ⚭ 1859 Maria Anna von Portugal (1843–1884)    | König Georg von Sachsen (1832–1904) ⚭ 1859 Maria Anna von Portugal (1843–1884)                    | König Georg von Sachsen (1832–1904) ⚭ 1859 Maria Anna von Portugal (1843–1884)                | König Georg von Sachsen (1832–1904) ⚭ 1859 Maria Anna von Portugal (1843–1884)              | König Georg von Sachsen (1832–1904) ⚭ 1859 Maria Anna von Portugal (1843–1884)              |
| Johann Georg von Sachsen            |                                                                                                  |                                                                                         | |                                                                                   |                                                                                                   |                                                                                               |                                                                                             |                                                                                             |